# Anne van Olst
Anne van Olst (født Anne Koch Jensen, 25. marts 1962) er en dansk dressurrytter, der har deltaget i flere olympiske lege. Det bedste resultat opnåede hun under OL i 2008 i Beijing, hvor hun fik en bronzemedalje i holdkonkurrencen sammen med Nathalie zu Sayn Wittgenstein og Andreas Helgstrand.

## Dressurkarriere

### OL
Hun deltog første gang i OL i 1988 i Seoul (som Anne Jensen), hvor hun med hesten Le Fiere opnåede en 42.-plads i den individuelle dressurkonkurrence samt en 9.-plads i holdkonkurrencen. Fire år senere opnåede hun en individuel 10.-plads på hesten Chevalier til OL 1992 (foran blandt andet Anne Grethe Törnblad) samt en femteplads i holdkonkurrencen. Ved OL 2000 i Sydney red hun på Any How og blev her nummer 29 i den individuelle konkurrence samt nummer fire i holdkonkurrencen.
Ved OL 2008 i Beijing red van Olst på hesten Clearwater, og i holdkonkurrencen scorede hun 67,375 % som nummer 17, mens hendes holdkammerater, Andreas Helgstrand og Natalie zu Sayn Wittgenstein, fik henholdsvis 68,833 (nummer 14) og 70,417 % (nummer 8), hvilket gav et samlet resultat på 68,875 % og bronzemedalje, mens Tysklands guldvindere fik 72,916 % og Nederlandenes sølvvindere fik 71,75 %. Individuelt blev van Olst nummer 21. Ved OL 2012 i London deltog hun igen på Clearwater, og her blev hun igen nummer 21 individuelt, mens holdet blev nummer fire.